# Dongbazha Huizu Xiang
Dongbazha Huizu Xiang (kinesiska: 东巴扎回族乡, 东巴扎回族) är en socken i Kina. Den ligger i den autonoma regionen Xinjiang, i den nordvästra delen av landet, omkring 240 kilometer sydost om regionhuvudstaden Ürümqi.
Genomsnittlig årsnederbörd är 57 millimeter. Den regnigaste månaden är juni, med i genomsnitt 13 mm nederbörd, och den torraste är april, med 2 mm nederbörd.